# Rorschach (Svájc)
Rorschach település a Boden-tó partján, a svájci Sankt Gallen kantonban. Lakosainak száma 9439 fő (2018. december 31.). Rorschach Goldach, Rorschacherberg és Horn községekkel határos.

## Népesség
A település népességének változása:

| 2017 | 9 418 |
| 2018 | 9 439 |

## Testvérvárosai
- Sopron, Magyarország [2]